# 肺草属
肺草属（学名：Pulmonaria）是紫草科下的一个属，为草本植物。该属共有约10种，分布于欧洲和亚洲西部。